# Lagenoderus
Lagenoderus es un género de gorgojos de la familia Attelabidae, que tiene un notorio dimorfismo sexual. Esto llevó a que las hembras fueran asignadas erróneamente al género Phymatolabus Jekel. Todas las especies de este género habitan en Madagascar, a saber:
- Lagenoderus brevicollis Fairm., 1897
- Lagenoderus coniferus Fairm., 1902
- Lagenoderus dentipennis
- Lagenoderus fairmairei Hustache, 1922
- Lagenoderus ferrumequinum Hustache, 1924
- Lagenoderus gnomoides White, 1841
- Lagenoderus problematicus